# Nomada morrisoni
Nomada morrisoni är en biart som beskrevs av Cresson 1878. Nomada morrisoni ingår i släktet gökbin, och familjen långtungebin. Inga underarter finns listade i Catalogue of Life.